# Luis Sosa (pallavolista)
Luis Tomás Sosa Sierra (18 maggio 1995) è un pallavolista cubano, schiacciatore del Kamnik.

## Biografia
Il 3 luglio 2016, mentre si trova con la nazionale in Finlandia per il girone di World League, viene arrestato, come altri tre connazionali il giorno precedente, a cui si aggiungono altri due compagni di squadra con l'accusa di violenza sessuale; resta in carcere nella nazione scandinava insieme ai compagni di squadre, prima di essere condannato a tre anni e sei mesi di reclusione per stupro. Nel giugno 2017, dopo aver ricevuto uno sconto della pena, viene scarcerato.

## Carriera

### Club
La carriera di Luis Sosa inizia nei tornei cubani, giocando per la formazione provinciale del Ciudad Habana. Dopo tre anni di inattività legati alla sua vicenda giudiziaria, viene ingaggiato in Italia dalla Trentino per partecipare al campionato di Superlega nella stagione 2019-20: si lega al club per due annate, cambiando inoltre il proprio ruolo da quello di centrale a quello di schiacciatore. 
Per il campionato 2021-22 si trasferisce nella Lega Nazionale A svizzera, dove difende i colori dell'Amriswil, col quale si aggiudica la coppa nazionale e lo scudetto. Nel campionato seguente è invece di scena in Slovenia, disputando la 1. DOL con il Kamnik.

### Nazionale
Fa tutta la trafila delle selezioni giovanili cubane, vincendo con la nazionale Under-19 la medaglia d'oro al campionato nordamericano 2012, con quella Under-21 un altro oro al campionato nordamericano 2014 e con l'Under-23 l'oro alla Coppa panamericana 2014. 
Debutta in nazionale maggiore nel 2015, quando vince la medaglia d'oro ai XVII Giochi panamericani e quella di bronzo al campionato nordamericano, ricevendo in entrambi i tornei il premio di miglior centrale, mentre un anno dopo vince ancora un oro alla Coppa panamericana 2016, impreziosito da un ulteriore riconoscimento come miglior centrale del torneo.

## Palmarès

### Club
- Campionato svizzero: 1

2021-22
- Coppa di Svizzera: 1

2021-22

### Nazionale (competizioni minori)
- Campionato nordamericano Under-19 2012
- Campionato nordamericano Under-21 2014
- Coppa panamericana Under-23 2014
- Coppa panamericana 2016

### Premi individuali
- 2014 - Campionato nordamericano Under-21 2014: Miglior centrale
- 2015 - XVII Giochi panamericani: Miglior centrale
- 2015 - Campionato nordamericano 2015: Miglior centrale
- 2016 - Qualificazioni ai Giochi della XXXI Olimpiade: Miglior centrale
- 2016 - Coppa panamericana: Miglior centrale